# Spilosoma binaghii
Spilosoma binaghii är en fjärilsart som beskrevs av Turati. Spilosoma binaghii ingår i släktet Spilosoma och familjen björnspinnare. Inga underarter finns listade i Catalogue of Life.